# Symphurus nigrescens
Symphurus nigrescens es una especie de pez de la familia Cynoglossidae en el orden de los Pleuronectiformes.

## Distribución geográfica
Se encuentran en el  Atlántico oriental y en el  Mediterráneo.